# Pimascovirales
Pimascovirales es un orden de virus ADN bicatenario perteneciente al filo Nucleocytoviricota y la clase Megaviricetes establecido por el ICTV para la clasificación de los virus que incluye tres familias y una familia está en revisión. Es un orden de virus gigantes que contiene virus con variadas morfologías y tamaños.
Los miembros del orden pueden tener cápsides con formas icosaédricas u ovoides. Pithoviridae una familia del orden contiene los virus más grandes conocidos superando en tamaño a varios procariotas y con una forma similar a algunos tipos de bacterias. Los virus de este orden infectan protistas y animales principalmente invertebrados. El nombre del orden es un calco de -pi- de Pithovirus, -m- de Marseillevirus, -asco- de Ascovirus y -virales- es el sufijo usado para los órdenes de virus.

## Taxonomía
Incluye las siguientes familias:
- Orden Pimascovirales
  - Familia Ascoviridae 
  - Familia Iridoviridae
  - Familia Marseilleviridae
  - Suborden Ocovirineae
    - Familia Pithoviridae
    - Familia Orpheoviridae
    - Familia Hdriviridae